# Hermanos Zeno

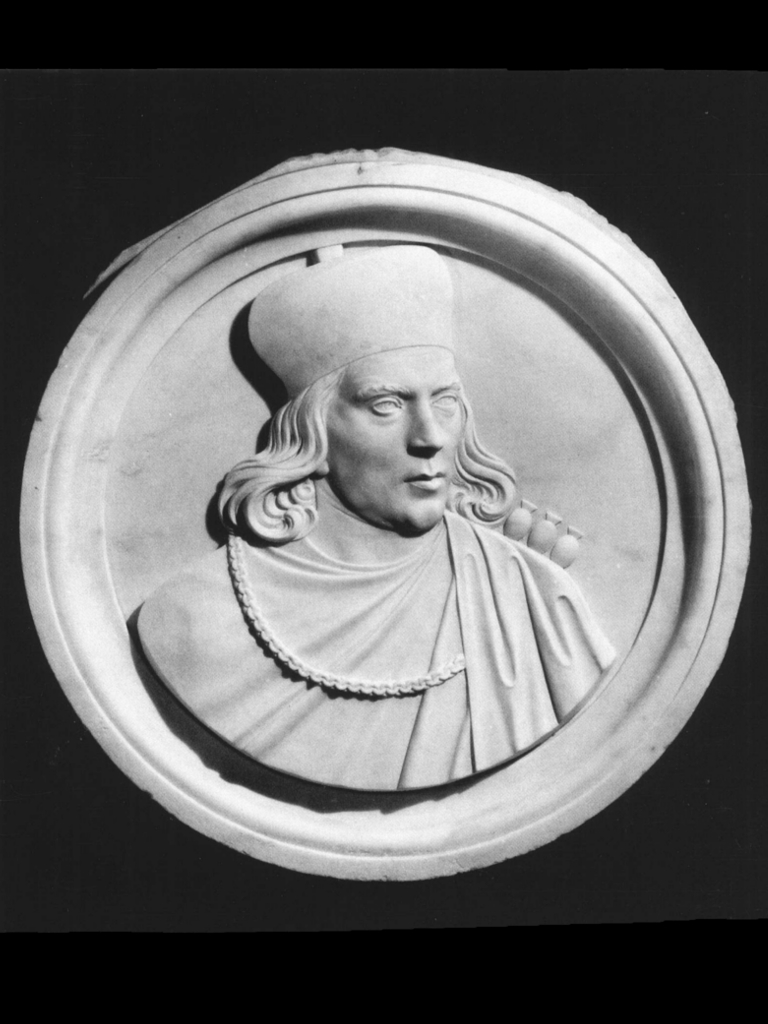
Nicolò Zeno, por Antonio Bianchi (1858-1861)

Los hermanos Zeno, Nicolò (c. 1326–c. 1402) y Antonio (fallecido c. 1403) eran nobles del siglo XIV de la República de Venecia, hermanos del héroe naval veneciano Carlo Zeno. Empezaron a ser conocidos en 1558 cuando su descendiente, Nicolò Zeno el Joven, publicó un mapa y una serie de cartas que pretendían describir una exploración del Atlántico Norte y el Ártico supuestamente realizada por los hermanos durante la década de 1390 bajo la dirección de un príncipe llamado Zichmni. Nicolò el Joven afirmó haber descubierto los documentos en un almacén de su casa familiar y los dató de alrededor de 1400. 
Ampliamente aceptado en la época de publicación, el mapa de Zeno fue incorporado a obras de grandes cartógrafos, incluyendo a Gerardus Mercator. Historiadores y geógrafos modernos han cuestionado la veracidad del mapa y los viajes descritos, acusando algunos a Zeno el Joven de falsificación.

## Las cartas y el Mapa Zeno
Nicolò y Antonio son conocidos por unas cartas y un mapa (el mapa Zeno) publicado en el año 1558 por uno de sus descendientes, también llamado Nicolò Zeno. Este descendiente era un historiador que publicó otros trabajos sobre la historia de Venecia.: 10  Las cartas, presuntamente escritas por los hermanos alrededor de 1400, describen un viaje de exploración que dicen haber emprendido a través del Atlántico Norte (llegando según algunos hasta América del Norte), bajo el mando de un príncipe llamado Zichmni.
Un mito afirma que Zichmni era un antepasado del inglés William Sinclair (c.1404-c.1484), constructor de la Capilla Rosslyn, que por ello habría decorado el interior de la capilla con las tallas de plantas descubiertas durante el viaje. Esta teoría ha sido refutada.
Las cartas y el mapa acompañante son polémicos y están considerados por al menos un historiador como bulos, realizado o bien por los propios hermanos Zeno o por su descendiente, que escribió una narrativa donde decía que se basaba en lo que había quedado de las cartas que había destrozado cuando era un niño. En 1989, el académico italiano Giorgio Padoan publicó un estudio que sugiere que hay alguna autenticidad en sus viajes y que no hay registros de Nicolò en ningún documento entre los años 1396—1400 (así que pudo haber estado al menos en Islandia), mientras Andrea Di Robilant ha escrito un libro basándose en esta posibilidad.

## Las cartas

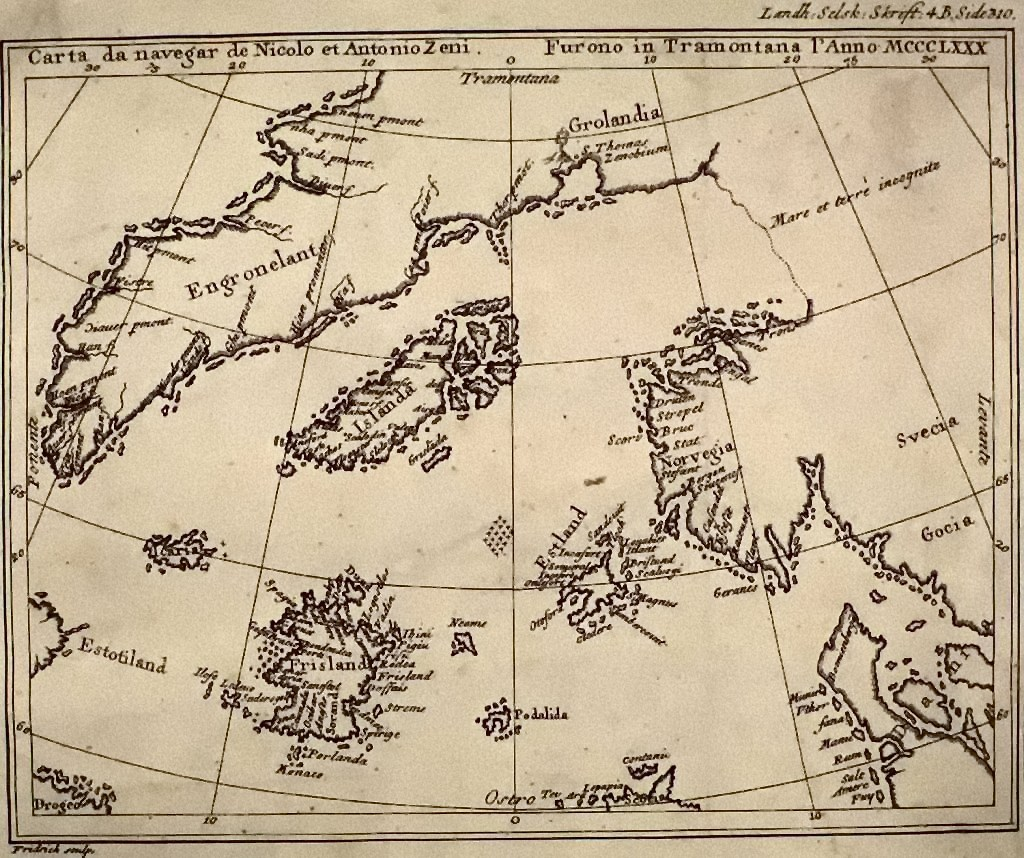
Una reproducción del Mapa Zeno de un libro de 1793.

Las cartas están divididas en dos partes. El primer conjunto contiene cartas de Nicolò a Antonio. El segundo consta de cartas de Antonio a su hermano Carlo.
Las primeras cartas (de Nicolò a Antonio) relatan cómo Nicolò partió en 1380 en un viaje de Venecia a Inglaterra y Flandes. Existe evidencia sobre que tal viaje tuvo lugar, y que Nicolò regresó a Venecia alrededor de 1385.
En las cartas, Nicolò describe estar varado en una isla entre Gran Bretaña e Islandia llamada Frislandia, de la cual afirma que es más grande que Irlanda.
Por casualidad, Nicolò es rescatado por Zichmni, que es descrito como un príncipe que poseía algunas islas llamadas Porlanda en la costa del sur de Frislanda, y que gobernaba el ducado de Sorant, o Sorand, al sureste de Frislanda. Ha sido sugerido que Frislanda es de hecho un nombre alternativo para las Islas Faroe con islas individuales erróneamente fusionadas en una sola masa de tierra por Nicolò el Joven, a pesar de que Frislandia y las Islas Faroe aparecen ambas en varios mapas, a muchos kilómetros de distancia.
Nicolò invita a Antonio a venir a Frislanda con él, y este lo hace y está allí durante catorce años. Bajo la dirección de Zichmni, Antonio ataca "Estlanda", la cual podría ser las Islas Shetland, como indica la similitud de los nombres mencionados en las cartas.
Zichmni entonces intenta atacar Islandia. Después de encontrarla demasiado bien defendida, ataca siete islas a lo largo de su lado oriental: Bres, Talas, Broas, Iscant, Trans, Mimant, y Damberc. Todas estas islas son ficticias. Una interpretación alternativa encuentra que el descendiente de los hermanos Zeno confundió al transcribir las cartas una referencia de "Estlanda" a "Islanda" o Islandia, lo que explicaría tanto la presencia de esas islas superfluas frente a Islandia como la misteriosa ausencia de un número igual de islas frente a las islas Shetland. 
Zichmni construye entonces un fuerte en Bres y deja a Nicolò a cargo de él. Nicolò hace un viaje a Groenlandia y encuentra un monasterio con calefacción central. Según la interpretación alternativa citada arriba, en la que los viajeros todavía no han dejado Estlanda, el destino subsiguiente sería de hecho Islandia, explicando la presencia de calefacción geotérmica y otras observaciones.
Zichmni recibe la noticia de que un grupo de pescadores perdidos de Frislanda ha regresado después de una ausencia de más de veinticinco años. Los pescadores cuentan haber llegado a tierra en el oeste lejano en países desconocidos llamados Estotiland y Drogeo. Afirman haber encontrado animales extraños así como caníbales, de quienes huyeron sólo después de enseñarles a los caníbales a pescar.
Inspirado en los cuentos de los pescadores, Zichmni emprende un viaje al oeste con Antonio a cargo de su flota. Al oeste de Frislanda encuentran una isla grande llamada Icaria, la cual no existe. Según las cartas, los habitantes de Icaria les saludan antes de que puedan tocar tierra. Sólo una persona entre los "icarianos" habla una lengua que Zichmni entienda. Los habitantes declaran que los visitantes en la isla no son bienvenidos y que defenderán la isla hasta el último hombre. Zichmni navega a lo largo de la isla en busca de un lugar para desembarcar, pero los habitantes le persiguen y Zichmni abandona el esfuerzo.
Navegando al oeste, tocan tierra en un promontorio llamado "Trin" en la punta sur de "Engrouelanda". A Zichmni le gusta el clima y el suelo, pero su tripulación lo encuentra inhóspito. Los marineros vuelven a casa con Antonio, mientras Zichmni se queda para explorar el área y construir una ciudad.

## Mapa

### Islas fantasma

#### Estotiland
"Estotiland" aparece en el Mapa Zeno, aparentemente en el lado occidental del Océano Atlántico en la ubicación del Labrador. Estotiland está listado junto con Eden y Arcadia bajo el encabezando «utopía, paraíso, cielo, cielo en la tierra» en el Roget's Internacional Thesaurus. Es uno de las fuentes para los rusos "Estoty", presentados en Ada de Vladimir Nabokov.

#### Frislandia
"Frislandia" apareció en casi todos los mapas del del Atlántico Norte desde la década de 1560 hasta la de 1660. No se la debe confundir con la "Friesland" (Frisia) de los Países Bajos ni con las dos Frieslands (del este y del norte) en Alemania. Originalmente se refería a Islandia ("Freezeland"), pero después del Mapa Zeno fue colocada como una isla enteramente separada al sur (u ocasionalmente del suroeste) de Islandia. Apareció así en los mapas durante los siguientes 100 años.

### Otras islas
"Islanda" es claramente Islandia. "Estland" se presume que fuera Shetland, con varios topónimos reconocibles que pertenecen a aquel grupo de islas. Ha sido tentativamente sugerido que "Podalida" sea una corrupción de Pomona, un nombre histórico para Mainland, Orkney. "Icaria", (o "Caria" si la inicial "I" significa "Isla"), ha sido sugerido como una mala localización de Kerry o Kilda, pero sencillamente puede ser una invención del cartógrafo. "Neome" ha sido identificado como la Isla Fair o Foula.

## Controversia y crítica
El relato de los viajes realizado por Nicolò el Joven continúa provocando debate. Algunas de las islas presuntamente visitadas chocan con la geografía real o no existen en absoluto. La investigación ha mostrado que los hermanos Zeno estuvieron ocupados en otros lugares durante el tiempo en el que supuestamente estaban explorando. Documentos contemporáneos de los tribunales venecianos sitúan a Nicolò sometiéndose a un juicio por desfalco en 1394 por sus acciones como gobernador militar de Modone y Corone en Grecia desde 1390 hasta 1392. Escribió su último voluntad y testamento en Venecia en 1400, muchos años después de su presunta muerte en Frislandia alrededor de 1394. Hay desacuerdo sobre el paradero de los hermanos durante el tiempo de los supuestos viajes, con algunas lecturas de los registros archivísticos que sitúan a los hermanos en Venecia en aquel momento, mientras que Andrea di Robilant sugiere que esta interpretación es un error.
El Dictionary of Canadian Biography Online llama al "asunto Zeno" una de las más absurdas y exitosas invenciones en la historia de la exploración." Herbert Wrigley Wilson describió y analizó la historia extensamente en The Royal Navy, a History from the Earliest Times to the Present, y era escéptico sobre su veracidad, destacando que "en la fecha cuándo el trabajo fue publicado, Venecia estaba extremadamente ansiosa de reclamar para ella alguna participación en el crédito de los descubrimientos de Colón contra su vieja rival Génova, de donde Colón sería nativo." Di Robilant discrepa, declarando que Nicolò el Joven era "un fanfarrón de primera clase, no un narrador de fábulas", cuya inexactitud fue el resultado de un relato de segunda mano que todavía contiene gran parte de la verdad de los viajes de sus antepasados.

## Puntos de vista actuales
La mayoría de historiadores consideran el mapa y la narrativa que lo acompañan como un bulo, perpetrado por Zeno el Joven para hacer una reclamación retroactiva para Venecia de haber descubierto el "Nuevo Mundo" antes que Cristóbal Colón.
La evidencia contra la autenticidad del mapa está basada principalmente en el aspecto de muchas islas fantasma en el Atlántico Norte y de la costa de Islandia. Una de estas islas inexistentes era Frislandia, donde los hermanos Zeno presuntamente estuvieron algún tiempo.
Los académicos actuales consideran que el mapa está basado en mapas anteriores del siglo XVI, en particular:
- El Olaus Magnus mapa del norte, el Carta Marina
- El Caerte van Oostland de Cornelis Anthoniszoon
- Mapas del estilo de Claudius Clavus del norte.